# Aleksandar Guberina
Aleksandar Ale Guberina (Dolac (Šibenik), 14. svibnja 1946. – Šibenik, 31. listopada 2022.) bio je hrvatski likovni umjetnik, akademski kipar i slikar. Autor je 42 javna umjetnička djela, a za života priredio je i održao 99 samostalnih izložbi.

## Životopis
Aleksandar Ale Guberina djetinjstvo je proveo u rodnome Šibeniku. Vlastitim je skulpturama od gline već kao osnovnoškolac iskazao nadarenost i sklonost likovnoj umjetnosti. Njegovim su umjetničkim talentom zadivljeni bili i učitelji likovnoga odgoja, koji su ga uputili u Školu za primijenjene umjetnosti u Splitu. Nakon položenih završnih ispita i mature, odlazi na odsluženje vojnoga roka u mornaricu negdašnje JNA, tijekom kojega također stvara i priređuje izložbe.
Po odsluženju vojnoga roka, Guberina se 1970. upisuje na Akademiju likovnih umjetnosti u Zagrebu. U vojsci je naučio izrađivati makete brodova i brodove u boci, koje je prodavao kako bi mogao studirati i prehraniti obitelj. Njegove su makete kupovali mnogi ugledni hrvatski pjevači, književnici, umjetnici i poznati Šibenčani, primjerice Arsen Dedić i Vice Vukov. U Zagrebu je neko vrijeme radio i stvarao u ateljeu Dušana Džamonje.
Likovnu je akademiju završio u redovnom roku: za završni je ispit pripremio trinaest skulptura i napisao diplomski rad Psihološki akt. Zbog lažnih optužbi da je psovao Jugoslaviju i govorio protiv Tita i Partije biva osuđen i u studenome 1975. odlazi na izdržavanje šestmjesečne stroge zatvorske kazne u KPD Stara Gradiška. No ni u zatvoru ne prestaje stvarati, a to mu je omogućio tadašnji upravitelj kaznionice Stevan Grbić.
Po povratku iz Stare Gradiške, ponovno se posvetio izradi suvenira, osobito izradi kopija djela Ivana Meštrovića. Postao je i članom Udruženja likovnih umjetnika u Zadru i Splitu. No 1979. godine opet – zbog sličnih i jednako pretjeranih optužbi, kao i 1975., da je govorio protiv Tita, Partije, Armije i Jugoslavije – biva poslan na šestmjesečnu robiju u KPD Stara Gradiška.
Nakon odslužene kazne, vraća se u Šibenik te nastavlja s vlastitim umjetničkim djelovanjem i izradom suvenira. Godine 1986. prihvaća savjet prijatelja Josipa Nemčića i odlazi u Sjedinjene Američke Države, u Los Angeles, gdje sljedeće četiri godine živi te marljivo stvara i izlaže vlastite umjetničke radove. Po povratku u Hrvatsku 1990. godine, bio je svjedokom demokratskih promjena u domovini, ubrzo potom i pobune dijela Srba u Kninu pa se početkom Domovinskog rata kao član Kriznoga stožera Šibenika pridružio obrani rodnoga grada i Hrvatske. Po završetku rata, sve do smrti ostaje vjeran rodnome Šibeniku i moru, koji su uvijek bili neodvojivi dio njegova života i umjetničkoga nadahnuća.

## Nagrade i priznanja (izbor)
Aleksandar Guberina dobitnik je sedamnaest prvih, šest drugih i tri treće nagrade na raznim natječajima i izložbama likovnih umjetnika.
- Prva nagrada za najbolji suvenir SFRJ[4]
- Prva nagrada na natječaju za spomenik Miljenku Smoji[3]
- 2003. – Nagrada Grada Šibenika[5]

## Vanjske poveznice
- Digitalna zbirka i katalog Hrvatske akademije znanosti i umjetnosti: Guberina, Aleksandar
- Šibenski.hr – Prijatelji i sugrađani oprostili se od velikog kipara: „Ale Guberina bio je zaljubljen u život, Šibenik, Dalmaciju…“